# Eduard Wiiralt
Eduard Wiiralt (Kalitino, Rusia, 20 de marzo de 1898 – París, Francia, 8 de enero de 1954) fue un artista gráfico estonio. En la historia del arte, Wiiralt es considerado el más destacado maestro del arte gráfico estonio de la primera mitad del siglo XX. Entre sus obras más conocidas se encuentran Infierno, El infierno, Cabaret, Cabezas de negros, Tigre dormido y Cabeza de camello.

## Biografía
Eduard Wiiralt nació en la finca Kalitino, en el uyezd de Tsarskoye Selo, gobernación de San Petersburgo, hijo de los sirvientes estonios Anton y Sophie-Elisabeth Wiiralt. En 1909, la familia se trasladó a Estonia, donde el padre fue empleado en la finca de Varangu, en el condado de Järva. A los 17 años, Wiiralt ingresó en la Escuela de Artes Aplicadas de Tallin. Uno de sus profesores fue el pintor y dibujante estonio Nikolai Triik, quien ejerció una fuerte influencia en la obra del artista. Sin embargo, Wiiralt no se graduó debido al inicio de la ocupación alemana y la revolución.
Continuó sus estudios en Tartu, en la escuela de arte Pallas, trabajando en 1919 en el taller de escultura de Anton Starkopf. Allí, la enseñanza del arte del grabado se basaba en los manuales y obras de los antiguos maestros, lo cual influenció su técnica artística incluso en sus años posteriores. Sus estudios se vieron interrumpidos por su participación en la Guerra de Independencia de Estonia. En 1922–1923, Wiiralt continuó su formación como becario de Pallas en la Academia de Arte de Berlín, Alemania, bajo la supervisión del profesor Selmar Werner. En sus obras de ese período puede observarse cierta influencia del expresionismo alemán. Wiiralt regresó a Tartu en el otoño de 1923. En 1924 se graduó del Departamento de Artes Gráficas de la escuela de arte Pallas, dirigiendo su estudio gráfico durante el año siguiente.
Viajó a París en 1925 y vivió allí casi sin interrupciones hasta 1938. En París creó su famoso grabado El infierno. En 1937, la Exposición Internacional de Gráfica de Viena lo reconoció como el principal grabador de Europa, otorgándole la medalla de oro. De julio de 1938 a febrero de 1939 vivió y trabajó en Marrakech, Marruecos, regresando al año siguiente a su tierra natal, Estonia.

### Fallecimiento

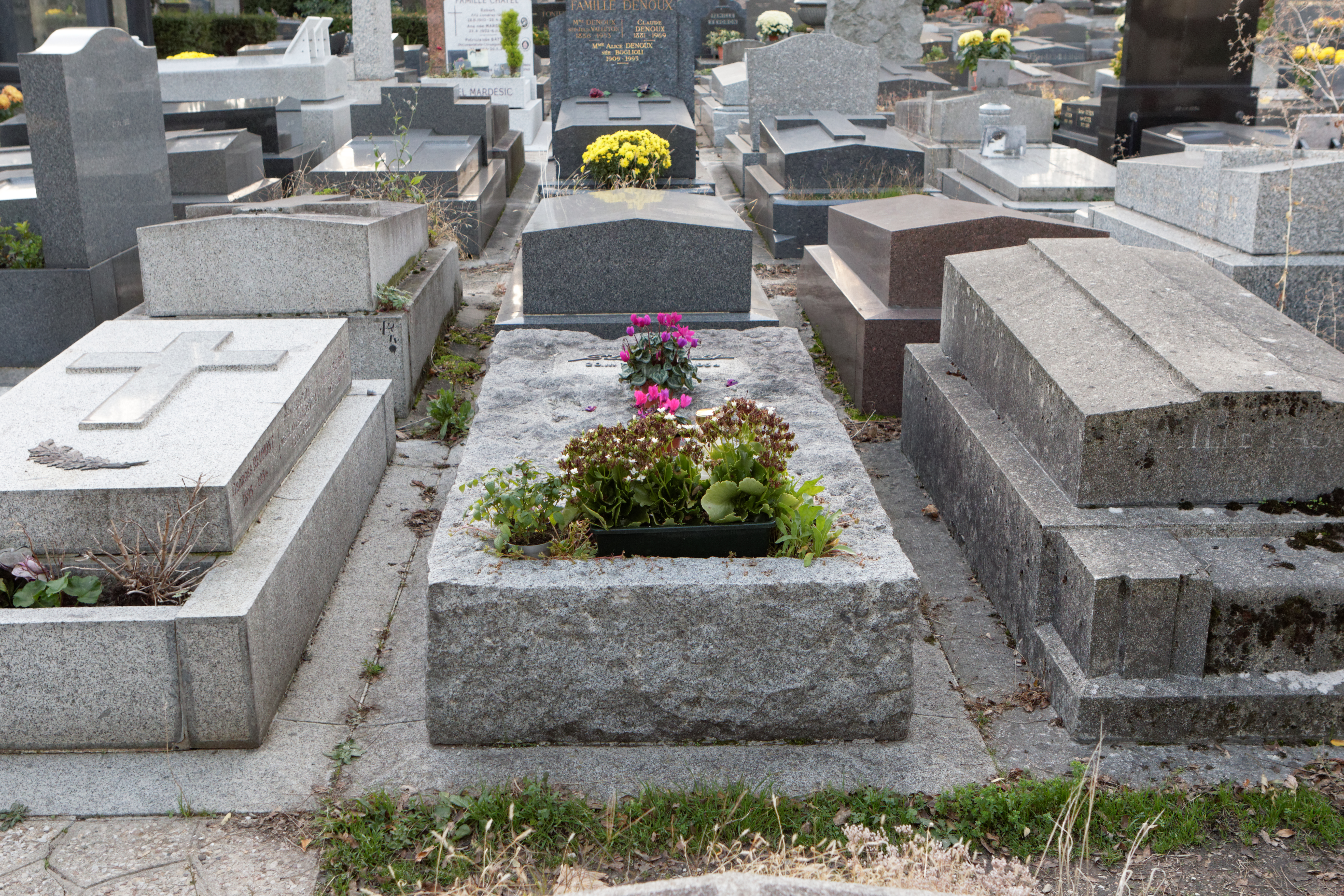
Tumba de Wiiralt en el cementerio Père-Lachaise de París.

Sobrevivió a la Segunda Guerra Mundial en Estonia. En 1944 intentó regresar a París, pero la guerra lo llevó primero a Alemania y luego a Suecia. No fue sino hasta el otoño de 1946 que logró volver a París. Finalmente, se estableció en la zona sur de la ciudad, en Sceaux, en el número 61 de la Rue Houdan. Eduard Wiiralt falleció a los 55 años en París, en el hospital Danncourt, a causa de un cáncer gástrico, y fue enterrado en el cementerio del Père Lachaise el 12 de enero de 1954.

## Carrera

### Infierno

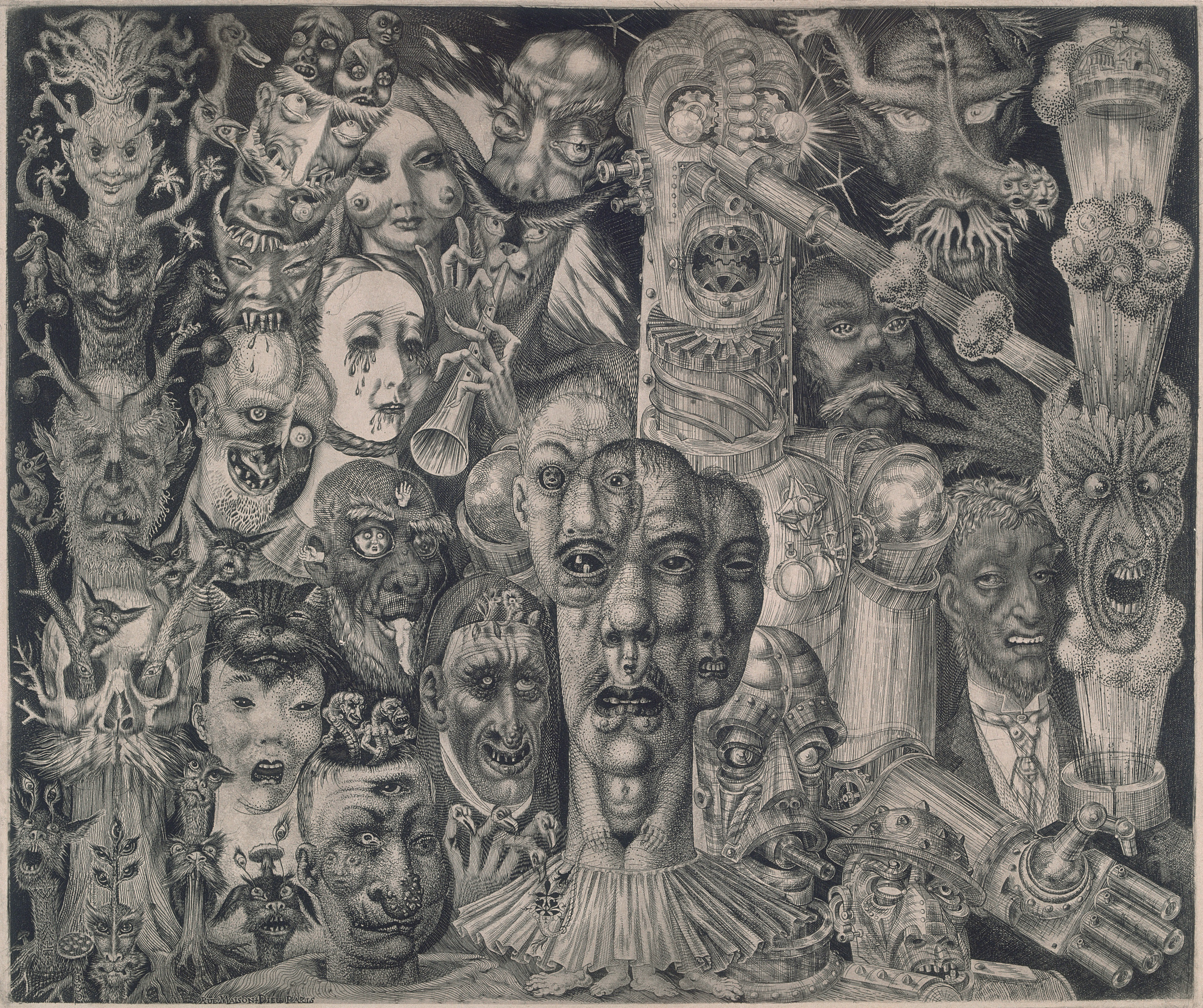
Infierno de Eduard Wiiralt.

Infierno es un aguafuerte realizado en 1932. La estampa mide 39,4 x 46,8 cm y forma parte de la colección del Museo de Arte de Estonia —Eesti Kunstimuuseum—. Utilizando la técnica del aguafuerte de los antiguos maestros, la obra expresa la oscuridad de la opresión social y el sentimiento de alienación.

### Colecciones
La obra de Wiiralt está representada en varias colecciones tanto en Europa como en América, incluyendo algunos museos de París, la Albertina de Viena, la Kunsthalle de Hamburgo, el Cabinet des Estampes de Amberes, el Kupferstichkabinett de Berlín, la División de Grabados de la Biblioteca Pública de Nueva York, el Museo Nacional de Estocolmo, la Calcografía Nacional de Roma y el Museo de Arte Occidental de Moscú. Entre estas obras se encuentra un aguafuerte que comenzó en 1932, titulado Infierno, actualmente en la colección del Eesti Kunstimuuseum. Esta obra ha sido comparada con el estilo y la maestría de los antiguos maestros, y se ha dicho que logra «la representación de los aspectos más oscuros y temidos de la naturaleza humana y del carácter infernal de la opresión social».
Su producción completa abarca unas 450 obras, entre grabados, aguafuertes, xilografías y litografías. Fue Societaire del Salón de otoño y del Salon des Indépendants de París, así como Miembro Honorario de la Royal Society of Etchers and Engravers de Londres.